# Rabia de Baçorá
Rábia ou Rabia Aladauia Alcaicia (em árabe: رابعة العدوية القيسية; romaniz.: Rabi'a al-'Adawiyya al-Qaysiyya; 714/717/718 — 801 EC) foi uma santa muçulmana (walî) e mística sufi. Ela é conhecida em algumas partes do mundo como Hadrate Bibi Rabia de Baçorá ou simplesmente ou Rabia de Baçorá.

## Nascimento
Diz-se ter nascido entre 714 e 718 EC (95 e 98 A.H.) em Baçorá, Iraque da tribo dos caicitas. Grande parte do início da vida de Rabia foi narrada por Faridadim Attar, um santo e poeta sufi posterior.
Ela mesma não deixou obras escritas sobre sua vida. Ela era a quarta filha de sua família e, portanto, denominada Rābiʻa, que significa "quarta".
Segundo Faridadim Attar, quando Rābiʻa nasceu, seus pais eram tão pobres que não havia óleo em casa para acender uma lâmpada, nem mesmo um pano para envolvê-la. Sua mãe pediu ao marido que pedisse emprestado um pouco de óleo a um vizinho, mas ele havia resolvido em sua vida nunca pedir nada a ninguém, exceto Deus. Ele fingiu ir até a porta do vizinho e voltou para casa de mãos vazias. À noite, Maomé apareceu para ele em um sonho e lhe disse: 
 "Sua filha recém-nascida é a favorita do Senhor e deve levar muitos muçulmanos ao caminho certo. Você deve se aproximar do Amir de Baçorá e apresentar a ele uma carta na qual deve ser escrita esta mensagem: 'Você oferece Durood ao Santo Profeta cem vezes toda noite e quatrocentas vezes toda quinta-feira à noite. No entanto, como você não cumpriu a regra na última quinta-feira, como penalidade, deve pagar ao portador quatrocentos dinares". 

## Vida
No entanto, após a morte de seu pai, a fome tomou conta de Baçorá. Ela se separou de suas irmãs. Rabia foi ao deserto rezar e se tornou um asceta, vivendo uma vida de semirreclusão. Ela é frequentemente citada como sendo a rainha das mulheres santas  e era conhecida por sua completa devoção na forma de "puro amor incondicional a  Deus". Como exemplo entre outros dedicados a Deus, ela forneceu um modelo de amor mútuo entre Deus e Sua criação; seu exemplo é aquele em que o devoto amoroso na terra se torna um com o Amado.

Ela rezou: 
 "Ó Senhor, se eu Te adoro por medo do inferno, 
 então me queima no inferno;
Se eu Te adoro porque desejo o Paraíso, 
 então exclui-me do paraíso;

Mas se eu te adorar por Ti mesmo apenas, 
 então não me negue Tua eterna Beleza. 

## Morte
Rabia morreu aos 80 anos em Baçorá, em 185 AH/801 EC, onde sua tumba era visível fora da cidade.

## Filosofia
Frequentemente mencionada como tendo sido a única mulher renunciante mais renomada e influente da história islâmica, Rabia era conhecida por sua extrema virtude e piedade. Asceta devota, quando perguntada por que ela realizou mil prostrações rituais durante o dia e a noite, ela respondeu: 
 "Não desejo recompensa por isso; faço-o para que o Mensageiro de Deus, que Deus o abençoe e lhe dê paz, se deleite no dia da ressurreição e diga aos profetas: 'Tome nota do que uma mulher de minha comunidade realizou'". 
 Ela era intensa em sua abnegação e devoção a Deus. Ela nunca afirmou ter obtido unidade com ele; em vez disso, ela dedicou sua vida a se aproximar de Deus. Como explicação de sua recusa em levantar a cabeça em direção aos céus [para Deus] como um ato de modéstia, ela costumava dizer: "Se o mundo estivesse na posse de um único homem, isso não o faria rico... Porque ele é passageiro."
Foi ela quem primeiro expôs a doutrina do Amor Divino conhecida como Ishq-e-Haqeeqi e é amplamente considerada a mais importante dos primeiros renunciantes, um modo de piedade que acabaria sendo rotulado como sufismo.
Diz-se que quando alguém perguntou a ela, "O que é o amor?", ela respondeu: 
"O amor vem da Eternidade e a atravessa, e ninguém foi encontrado em setenta mil mundos que beba uma gota dele até que finalmente, ele esteja absorvido em Deus, e é disto que vieram Suas palavras: 'Ele os ama, e eles O amam.'"

## Poesia e mitos
Grande parte da poesia que lhe é atribuída é de origem desconhecida. Após uma vida de dificuldades, ela alcançou espontaneamente um estado de autorrealização . Ela foi capaz de realizar milagres divinos por causa de sua intimidade com Deus através dessa introspecção. Quando Shaikh Hasan al-Basri perguntou como ela descobriu o segredo, ela respondeu afirmando: 
 "Você sabe o como, mas eu sei o não 'como'."  
 Um dos muitos mitos que cercam sua vida é que ela foi libertada da escravidão porque seu mestre a viu rezando enquanto rodeada de luz, percebeu que ela era uma santa e temia por sua vida se ele continuasse a mantê-la como escrava.

## Teoria feminista baseada na vida de Rabia
Vários aspectos da religião sufi sugerem que as ideologias e práticas sufistas têm sido um contraponto à sociedade dominante e à sua percepção das mulheres e às relações entre homens e mulheres. As histórias que detalham a vida e as práticas de Rabia mostram uma compreensão contracultural do papel do gênero na sociedade. Seu papel como superioridade espiritual e intelectual é retratado em várias narrativas. Em uma narrativa sufi, o líder sufi Hasan al-Basri explicou: "Passei uma noite e um dia inteiro com Rabia ... nunca passou pela minha cabeça que eu era um homem nem lhe ocorreu que ela era uma mulher ... quando olhei para ela, me vi como falido [ou seja, como nada valendo espiritualmente] e Rabia como verdadeiramente sincera [rica em virtude espiritual]". No entanto, ela decidiu permanecer celibatária para deixar sua feminilidade para trás e se dedicar completamente a Deus.

## Episódios
Um dia, ela foi vista correndo pelas ruas de Baçorá carregando um pote com fogo em uma mão e um balde de água na outra. Quando lhe perguntaram o que estava fazendo, ela disse: "Quero apagar o fogo do inferno e queimar as recompensas do paraíso. Eles bloqueiam o caminho para Alá. Eu não quero adorar por medo de punição ou pela promessa de recompensa, mas simplesmente pelo amor de Alá."

## Na cultura popular
A vida de Rabia foi objeto de vários filmes do cinema turco. Um desses filmes, Rabia, lançado em 1973, foi dirigido por Osman F. Seden, e Fatma Girik desempenhou o papel principal de Rabia.
Rabia, İlk Kadın Evliya (Rabia, A primeira mulher santa), outro filme turco sobre Rabia, também de 1973 foi dirigido por Süreyya Duru e estrelado por Hülya Koçyiğit.